# Оранский, Иосиф Алексеевич
Иосиф Алексеевич Оранский (1862—1910) — крестьянин, депутат Государственной думы I созыва от Харьковской губернии.

## Биография
Родился в слободе Двуречная Купянского уезда Харьковской губернии. Из казённых крестьян. Учился и окончил уездное училище. Собирался стать сельским учителем, прошёл курс учительской семинарии. Успешно сдал экзамен при учительском институте (экстерном). Зарабатывал подрядами на строительство, имел лесной склад. Председатель Двуречанского волостного суда. Владел земельным наделом, землю сдавал в аренду.
26 марта 1906 избран в Государственную думу I созыва от общего состава выборщиков Харьковского губернского избирательного собрания. Входил в Трудовую группу. Член Аграрной комиссии. Подписал законопроект «О гражданском равенстве». Выступил по аграрному вопросу. Совместно Г. М. Линтваревым и М. Д. Деларю выступил с заявлением о препятствиях, чинимых в общении избирателей со своими депутатами. Оранский также подписал запрос М. М. Ковалевского министру внутренних дел и военному министру о нападении казаков нескольких станиц на ингушский аул Яндырка (ныне село Яндаре, Республика Ингушетия) на основе телеграммы от уполномоченных ингушского народа.
Умер в 1910 году, похоронен в слободе Двуречной.